# Кроуэлл, Жозефина
Жозефи́на Кро́уэлл (англ. Josephine Crowell; 11 января 1859, Новая Шотландия — 27 июля 1932, Амитивилл, Нью-Йорк) — канадо-американская киноактриса.

## Биография
Жозефина Бонепарте Кроуэлл родилась 11 января 1859 года в Новой Шотландии (Британская Северная Америка). Карьеру киноактрисы начала в США в 1911 году в возрасте 52 лет, и за 18 лет (1911—1929) сыграла роли в 99 фильмах, в том числе в 27 короткометражных и в 5 без указания в титрах. С приходом эры звукового кино карьера Кроуэлл резко оборвалась: её голос оказался непригодным для кинематографистов.
Муж — франко-американский киноактёр Эмиль Ла Круа (1857 — ?).
Жозефина Кроуэлл скончалась 27 июля 1932 года в деревне Амитивилл (штат Нью-Йорк).

## Избранная фильмография
- 1913 — Материнское сердце[англ.] / The Mothering Heart — женщина, коллекционирующая утюги (к/м; в титрах не указана)
- 1914 — Дом, милый дом[англ.] / Home, Sweet Home — мать Джона Говарда Пэйна
- 1915 — Рождение нации / The Birth of a Nation — миссис Камерон
- 1916 — Нетерпимость / Intolerance — Екатерина Медичи
- 1917 — Плохой мальчик[англ.] / The Bad Boy — миссис Бэйтс
- 1917 — Ребекка с фермы Саннибрук / Rebecca of Sunnybrook Farm — Миранда Сойер
- 1917 — Справедливый варвар[англ.] / The Fair Barbarian — леди Теобальд
- 1918 — Сердца мира[англ.] / Hearts of the World — мать
- 1918 — Стелла Марис[англ.] / Stella Maris — тётушка Глэдис Линден
- 1918 — Дорога храбрейших[англ.] / The Bravest Way — дворничиха
- 1919 — Неугомонная Полли[англ.] / Peppy Polly — миссис Крэфтон
- 1919 — Роуз с реки[англ.] / Rose o' the River — бабушка Уили
- 1919 — Жена Джосселин[англ.] / Josselyn's Wife — тётушка Элси
- 1919 — Величайший вопрос[англ.] / The Greatest Question — миссис Кэйн
- 1920 — Шесть лучших погребов[англ.] / The Six Best Cellars — миссис Тик
- 1920 — Кривые улицы[англ.] / Crooked Streets — миссис Грисуолд
- 1920 — Захваченный врагом[англ.] / Held by the Enemy — Сара Хэйн
- 1922 — Минни[англ.] / Minnie — мачеха
- 1923 — Главная улица[англ.] / Main Street — вдова Богарт
- 1923 — Пепел мести[англ.] / Ashes of Vengeance — Екатерина Медичи
- 1923 — Ничейные деньги[англ.] / Nobody's Money — миссис Джадсон
- 1924 — Горячая вода[англ.] / Hot Water — Виннифред Уорд Стоукс
- 1925 — Спортивная Венера[англ.] / The Sporting Venus — графиня Ван Элстайн
- 1925 — Весёлая вдова / The Merry Widow — королева Милена
- 1925 — Зандер Великий[англ.] / Zander the Great — попечительница сиротского приюта
- 1926 — Капкан на мужчину / Mantrap — миссис Макгэвити
- 1928 — Человек, который смеётся[англ.] / The Man Who Laughs — королева Анна
- 1928 — Гонщик / Speedy — дама в автомобиле (в титрах не указана)
- 1929 — Опять ошибка![англ.] / Wrong Again — мать миллионера (к/м)

- На постере фильма «Старики дома» (1916)
- На съёмках фильма «Нетерпимость» (1916). Крайний слева — кинооператор Билли Битцер[англ.], в белой шляпе — режиссёр Дэвид Гриффит, крайний справа — актёр и ассистент продюсера (в данной ленте) Эрих фон Штрогейм.
- С Лиллиан Гиш (справа) в фильме «Величайший вопрос[англ.]» (1919)
- С Ширли Мейсон (слева) в фильме «Огни пустыни» (1922)